# Yasuyuki Konno
Yasuyuki Konno (今野 泰幸, Konno Yasuyuki, Sendai, 25 januari 1983) is een Japans voetballer die als middenvelder speelt bij Júbilo Iwata.
Hij verruilde in 2004 Consadole Sapporo voor FC Tokyo. Op 3 augustus 2005 debuteerde hij tegen China in het Japans elftal, waarvoor hij meer dan veertig interlands speelde. Hij vertegenwoordigde zijn vaderland eveneens op de Olympische Spelen 2004 in Athene, waar de selectie onder leiding van bondscoach Masakuni Yamamoto in de groepsronde werd uitgeschakeld.

## Statistieken
| Japans voetbalelftal | Japans voetbalelftal | Japans voetbalelftal |
| Jaar                 | Wed.                 | Dlp.                 |
| -------------------- | -------------------- | -------------------- |
| 2005                 | 3                    | 0                    |
| 2006                 | 3                    | 0                    |
| 2007                 | 8                    | 0                    |
| 2008                 | 12                   | 0                    |
| 2009                 | 7                    | 0                    |
| 2010                 | 7                    | 0                    |
| 2011                 | 15                   | 1                    |
| 2012                 | 8                    | 0                    |
| 2013                 | 15                   | 0                    |
| 2014                 | 6                    | 1                    |
| 2015                 | 3                    | 0                    |
| 2016                 | 0                    | 0                    |
| 2017                 | 6                    | 2                    |
| Totaal               | 93                   | 4                    |